# Bowbells (North Dakota)
Bowbells er en amerikansk by og administrativt centrum for det amerikanske county Burke County i staten North Dakota. I 2000 havde byen et indbyggertal på 406.
48°48′14″N 102°14′46″V / 48.8038°N 102.2462°V